# Jagdstaffel 60
A Jagdstaffel 60, conhecida também por Jasta 60, foi um esquadra de aeronaves da Luftstreitkräfte, o braço aéreo das forças armadas alemãs durante a Primeira Guerra Mundial. A esquadra abateu no total 52 aeronaves inimigas, incluindo sete balões de observação.

## Aeronaves
- Fokker D.VII